# Championnats du monde de pétanque 1996
Navigation
Édition précédente Édition suivante
Les championnats du monde de pétanque 1996 est une édition des championnats du monde de pétanque. 

## Présentation
Cette compétition constitue la 32e édition des championnats du monde de pétanque en triplette sénior et la 5e édition en triplette sénior féminine. Elle se déroule à Essen (Allemagne) du 26 au 29 septembre 1996 pour les triplettes séniors. Elle se déroule à Pori (Finlande) du 5 au 7 juillet 1996 pour les triplettes séniors féminines.

## Résultats àEssen(Allemagne)[1]

### Triplette sénior

#### Phase de groupes

##### Groupe 1
| Équipe     | Victoire(s) | Défaite(s) |
| ---------- | ----------- | ---------- |
| Mauritanie | 6           | 2          |
| Portugal 2 | 6           | 2          |
| Belgique   | 6           | 2          |
| Thaïlande  | 5           | 3          |
| Sénégal 2  | 5           | 3          |
| Pays-Bas   | 4           | 4          |
| Djibouti 2 | 2           | 6          |
| Finlande 2 | 1           | 7          |
| Andorre    | 1           | 7          |

##### Groupe 2
| Équipe      | Victoire(s) | Défaite(s) |
| ----------- | ----------- | ---------- |
| Tunisie     | 8           | 0          |
| Allemagne 2 | 6           | 2          |
| Suède 2     | 5           | 3          |
| Thaïlande 2 | 5           | 3          |
| Monaco      | 4           | 4          |
| Portugal    | 3           | 5          |
| Djibouti    | 3           | 5          |
| Irlande     | 2           | 6          |
| Hongrie 2   | 0           | 8          |

##### Groupe 3
| Équipe       | Victoire(s) | Défaite(s) |
| ------------ | ----------- | ---------- |
| France       | 8           | 0          |
| Espagne 2    | 7           | 1          |
| Tunisie 2    | 6           | 2          |
| Suisse       | 5           | 3          |
| Luxembourg 2 | 3           | 5          |
| Danemark     | 3           | 5          |
| Estonie      | 2           | 6          |
| États-Unis   | 2           | 6          |
| Japon        | 0           | 8          |

##### Groupe 4
| Équipe   | Victoire(s) | Défaite(s) |
| -------- | ----------- | ---------- |
| France 3 | 7           | 1          |
| Algérie  | 7           | 1          |
| Italie   | 7           | 1          |
| Maroc    | 5           | 3          |
| Monaco 2 | 4           | 4          |
| Suisse 2 | 3           | 5          |
| Israël   | 1           | 7          |
| Finlande | 1           | 7          |
| Tchéquie | 1           | 7          |

##### Groupe 5
| Équipe       | Victoire(s) | Défaite(s) |
| ------------ | ----------- | ---------- |
| France 2     | 8           | 0          |
| Italie 2     | 6           | 2          |
| Espagne      | 6           | 2          |
| Sénégal      | 5           | 3          |
| Angleterre   | 4           | 4          |
| États-Unis 2 | 4           | 4          |
| Hongrie      | 2           | 6          |
| Australie    | 1           | 7          |
| Singapour    | 0           | 8          |

##### Groupe 6
| Équipe           | Victoire(s) | Défaite(s) |
| ---------------- | ----------- | ---------- |
| Madagascar 2     | 8           | 0          |
| Angleterre 2     | 6           | 2          |
| Allemagne        | 5           | 3          |
| Cambodge         | 5           | 3          |
| Luxembourg       | 4           | 4          |
| Seychelles       | 3           | 5          |
| Norvège          | 3           | 5          |
| Tchéquie 2       | 1           | 7          |
| Nouvelle-Zélande | 1           | 7          |

##### Groupe 7
| Équipe     | Victoire(s) | Défaite(s) |
| ---------- | ----------- | ---------- |
| Madagascar | 7           | 1          |
| Maroc 2    | 7           | 1          |
| Belgique 2 | 7           | 1          |
| Suède      | 5           | 3          |
| Canada 2   | 4           | 4          |
| Israël 2   | 2           | 6          |
| Danemark 2 | 2           | 6          |
| Autriche 2 | 1           | 7          |
| Estonie 2  | 1           | 7          |

##### Groupe 8
| Équipe           | Victoire(s) | Défaite(s) |
| ---------------- | ----------- | ---------- |
| Algérie 2        | 6           | 1          |
| Canada           | 6           | 1          |
| Norvège 2        | 5           | 2          |
| Pays-Bas 2       | 4           | 3          |
| Allemagne 3      | 4           | 3          |
| Australie 2      | 2           | 5          |
| Nouvelle-Zélande | 1           | 6          |
| Autriche         | 0           | 7          |

#### Phase de poules

##### Poule 1
| Tour    | Match   | Gagnant      | Score | Perdant      |
| Tour 1  | Match 1 | Maroc 2      | 13-3  | Madagascar   |
|         | Match 2 | Tunisie      | 13-2  | Madagascar 2 |
| Tour 2  | Match 3 | Tunisie      | 13-11 | Maroc 2      |
|         | Match 4 | Madagascar 2 | 13-12 | Madagascar   |
| Barrage | Match 5 | Maroc 2      | 13-7  | Madagascar 2 |

##### Poule 2
| Tour    | Match   | Gagnant  | Score | Perdant    |
| Tour 1  | Match 1 | France 3 | 13-12 | Algérie    |
|         | Match 2 | France 2 | 13-8  | Portugal 2 |
| Tour 2  | Match 3 | France 3 | 13-0  | France 2   |
|         | Match 4 | Algérie  | 13-8  | Portugal 2 |
| Barrage | Match 5 | France 2 | 13-7  | Algérie    |

##### Poule 3
| Tour    | Match   | Gagnant    | Score | Perdant    |
| Tour 1  | Match 1 | France     | 13-5  | Algérie 2  |
|         | Match 2 | Espagne 2  | 13-0  | Mauritanie |
| Tour 2  | Match 3 | France     | 13-6  | Espagne 2  |
|         | Match 4 | Mauritanie | 13-9  | Algérie 2  |
| Barrage | Match 5 | Espagne 2  | 13-5  | Mauritanie |

##### Poule 4
| Tour    | Match   | Gagnant     | Score | Perdant      |
| Tour 1  | Match 1 | Allemagne 2 | 13-10 | Angleterre 2 |
|         | Match 2 | Canada      | 13-11 | Italie 2     |
| Tour 2  | Match 3 | Allemagne 2 | 13-4  | Canada       |
|         | Match 4 | Italie 2    | 13-2  | Angleterre 2 |
| Barrage | Match 5 | Italie 2    | 13-2  | Canada       |

#### Phase finale
| Nation   | Score | Nation      |
| -------- | ----- | ----------- |
| France 2 | 13-3  | Maroc 2     |
| France   | 13-7  | Italie 2    |
| France 3 | 13-0  | Espagne 2   |
| Tunisie  | 13-3  | Allemagne 2 |

| Nation   | Score | Nation   |
| -------- | ----- | -------- |
| France 3 | 13-7  | France   |
| Tunisie  | 13-10 | France 2 |

| Nation   | Score | Nation |
| -------- | ----- | ------ |
| France 2 | 13-12 | France |

| Nation   | Score | Nation  |
| -------- | ----- | ------- |
| France 3 | 15-3  | Tunisie |

## Résultats àPori(Finlande)[1]

### Triplette sénior féminine

#### Phase finale
| Nation     | Score | Nation    |
| ---------- | ----- | --------- |
| Madagascar | bat   | Thaïlande |
| Norvège    | bat   | Belgique  |
| France     | bat   | Italie    |
| Espagne    | bat   | Allemagne |

| Nation  | Score | Nation     |
| ------- | ----- | ---------- |
| Espagne | bat   | Madagascar |
| France  | bat   | Norvège    |

| Nation     | Score | Nation  |
| ---------- | ----- | ------- |
| Madagascar | bat   | Norvège |

| Nation  | Score | Nation |
| ------- | ----- | ------ |
| Espagne | bat   | France |

## Podiums
| Épreuve                   | Or                                                                    | Argent                                                                   | Bronze                                                                    |
| ------------------------- | --------------------------------------------------------------------- | ------------------------------------------------------------------------ | ------------------------------------------------------------------------- |
| Triplette sénior          | 3 \| David Le Dantec - Philippe Quintais - Philippe Suchaud           | Mohammed Ferjani - Khaled Lakhal - Amar Tayachi                          | Michel Briand - Michel Schatz - Jean-Marc Foyot                           |
| Triplette sénior féminine | Jéronima Ballesta - Catalina Mayol - Maria Mar Paterna - Inès Rosario | Nathalie Gelin - Sylvette Innocenti - Michèle Moulin - Christine Saunier | Volana Rajaona - Simone Ranorosoa - Bella Randiransolo - Minotiana Ravoja |

## Tableau des médailles
| Rang  | Nation     | Or | Argent | Bronze | Total |
| ----- | ---------- | -- | ------ | ------ | ----- |
| 1     | France     | 1  | 1      | 1      | 3     |
| 2     | Espagne    | 1  | 0      | 0      | 1     |
| 3     | Tunisie    | 0  | 1      | 0      | 1     |
| 4     | Madagascar | 0  | 0      | 1      | 1     |
| Total | Total      | 2  | 2      | 2      | 6     |